# BTS, the Best
BTS, THE BEST – trzecia japońska kompilacja południowokoreańskiej grupy BTS, wydany 16 czerwca 2021 roku przez Universal Music. Osiągnął 1 pozycję w rankingu Oricon i pozostał na liście przez 4 tygodnie. Album został wydany w czterech edycjach: regularnej i trzech limitowanych (CD+DVD). Płytę promowały piosenki Film Out oraz Dynamite.
Album zdobył status płyty Million.

## Lista utworów
Autorem słów jest KM-MARKIT.
| CD 1 | CD 1                                                 | CD 1 | CD 1                  | CD 1    |
| Nr   | Tytuł utworu                                         | Muzyka | Produkcja             | Długość |
| ---- | ---------------------------------------------------- | --- | --------------------- | ------- |
| 1.   | „Film Out”                                           | Iyori Shimizu, Jungkook                                                                                         | Back Number, UTA      | 3:36    |
| 2.   | „DNA” (Japanese ver.)                                | "Hitman" Bang, Kass, Pdogg, RM, Suga, Supreme Boi                                                               | Pdogg                 | 3:43    |
| 3.   | „Best of Me” (Japanese ver.)                         | "Hitman" Bang, Adora, Andrew Taggart, Ashton Foster, J-Hope, Pdogg, RM, Ray Michael Djan Jr., Sam Klemper, Suga | Andrew Taggart, Pdogg | 3:48    |
| 4.   | „Lights”                                             | UTA, Yohei, Sunny Boy                                                                                           | UTA                   | 4:50    |
| 5.   | „Chi, ase, namida” (jap. 血、汗、涙 -Japanese ver.-) | Pdogg, RM, Suga, J-Hope, "Hitman" Bang, Kim Do-hoon                                                             | Pdogg                 | 3:36    |
| 6.   | „Fake Love” (Japanese ver.)                          | "Hitman" Bang, Pdogg, RM                                                                                        | Pdogg                 | 4:02    |
| 7.   | „Black Swan” (Japanese ver.)                         | August Rigo, Clyde Kelly, Pdogg, RM, Vince Nantes                                                               | Pdogg                 | 3:19    |
| 8.   | „Airplane Pt. 2” (Japanese ver.)                     | "Hitman" Bang, Ali Tamposi, J-Hope, Liza Owen, Pdogg, RM, Roman Campolo, Suga                                   | Pdogg                 | 3:39    |
| 9.   | „Go Go” (Japanese ver.)                              | "Hitman" Bang, Pdogg, Supreme Boi                                                                               | Pdogg                 | 3:56    |
| 10.  | „Idol” (Japanese ver.)                               | "Hitman" Bang, Ali Tamposi, Pdogg, RM, Roman Campolo, Supreme Boi                                               | Pdogg                 | 3:43    |
| 11.  | „Dionysus” (Japanese ver.)                           | J-Hope, Pdogg, RM, Roman Campolo, Suga, Supreme Boi                                                             | Pdogg                 | 4:09    |
| 12.  | „MIC Drop” (Japanese ver.)                           | "Hitman" Bang, J-Hope, Pdogg, RM, Supreme Boi                                                                   | Pdogg                 | 3:59    |
| 13.  | „Dynamite” (bonus track)                             | David Stewart, Jessica Agombar                                                                                  | David Stewart         | 3:20    |

| CD 2 | CD 2                            | CD 2 | CD 2         | CD 2    |
| Nr   | Tytuł utworu                    | Muzyka | Produkcja    | Długość |
| ---- | ------------------------------- | --- | ------------ | ------- |
| 1.   | „Boy with Luv” (Japanese ver.)  | "Hitman" Bang, Emily Weisband, J-Hope, Melanie Joy Fontana, Michel "Lindgren" Schulz, Pdogg, RM, Suga                           | Pdogg        | 3:50    |
| 2.   | „Stay Gold”                     | Jun, KM-Markit, Melanie Joy Fontana, Michel "Lindgren" Schulz, Sunny Boy, UTA                                                   | UTA          | 4:03    |
| 3.   | „Let Go”                        | Hiro, Jun, UTA, Sunny Boy | UTA          | 4:57    |
| 4.   | „Spring Day” (Japanese ver.)    | "Hitman" Bang, Adora, RM, Suga, Arlissa Ruppert, Pdogg, Peter Ibsen                                                             | Pdogg        | 4:36    |
| 5.   | „ON” (Japanese ver.)            | Antonina Armato, August Rigo, J-Hope, Julia Ross, Krysta Youngs, Melanie Joy Fontana, Michel "Lindgren" Schulz, Pdogg, RM, Suga | Pdogg        | 4:07    |
| 6.   | „Don't Leave Me”                | Hiro, UTA, Sunny Boy, Pdogg | UTA, Pdogg   | 3:46    |
| 7.   | „Not Today” (Japanese ver.)     | "Hitman" BangAdoraJunePdoggRMSupreme Boi                                                                                        | Pdogg        | 3:54    |
| 8.   | „Make It Right” (Japanese ver.) | Benjy Gibson, Ed Sheeran, Fred Gibson, J-Hope, Jo Hill, RM, Suga                                                                | Fred         | 3:45    |
| 9.   | „Your Eyes Tell”                | Gustav Mared, UTA, Jungkook, Jun                                                                                                | Gustav Mared | 4:05    |
| 10.  | „Crystal Snow”                  | Kanata Okajima, Soma Genda, RM                                                                                                  | Soma Genda   | 5:22    |

## Notowania
| Lista                      | Najwyższa pozycja |
| -------------------------- | ----------------- |
| Oricon Weekly Album Chart  | 1                 |
| Billboard Japan Hot Albums | 1                 |

## Sprzedaż
| Dane wg         | Sprzedaż   |
| --------------- | ---------- |
| Oricon          | 1 029 299  |
| Billboard Japan | 1 000 000+ |